# Šport TV
Šport TV je prva slovenska športna televizija. Ima tri programe. Njen glavni in odgovorni urednik je Miro Ćorić.
Prenaša več različnih športov, med drugim nogomet, košarko, hokej, rokomet, ameriški nogomet, odbojko, motokros, avtomoblizem, ekstremne športe in borilne športe. Poleg prenosov ponuja tudi različne magazinske oddaje, povezane s športom.
Tekmovanja, ki jih prenaša Šport TV:

## Nogomet
- Italijanska 1. liga Serie A
- Francoska 1. liga Ligue 1
- Francoski državni pokal
- Francoski ligaški pokal
- Angleški ligaški pokal
- Nemški pokal
- Belgijska 1. liga
- Hrvaška 1. liga
- Češka 1. liga
- Škotska 1. liga
- Škotski državni pokal
- Copa America
- Afriški pokal narodov AFCON

## Hokej
- Liga NHL
- Svetovno prvenstvo elitne divizije
- Svetovno prvenstvo 1. divizije
- Tekme slovenske državne reprezentance
- Slovensko državno prvenstvo

## Rokomet
- EHF Liga prvakov
- EHF Liga prvakinj
- IHF svetovno prvenstvo
- Nemško državno prvenstvo Bundesliga
- Nemški pokal DKB Bundesliga
- Francoska liga LNH

## Košarka
- Španska liga Liga Endesa
- Eurocup
- FIBA liga prvakov
- Liga Nova KBM
- Pokal Spar
- Španski kraljevi pokal
- Svetovno prvenstvo
- Evropsko prvenstvo
- NCAA

## Avtomoto
- Motokros MXGP in MX2
- Reli WRC

## Bejzbol
- MLB

## Ragbi
- Pokal šestih narodov
- Angleško državno prvenstvo

### Komentatorji na Šport TV
- Nejc Mravlja
- Gregor Žvab
- Žiga Ikić
- Mitja Hozjan
- Robert Kukovica
- Uroš Puš
- Aleš Stadler
- Luka Potočnik
- Luka Cotič
- Gregor Gajšek
- Primož Podsedenšek